# Opatovce nad Nitrou
Opatovce nad Nitrou (in tedesco Abtsdorf an der Neutra, Weinitz-Apathy, in ungherese Bajmócapáti) è un comune della Slovacchia facente parte del distretto di Prievidza, nella regione di Trenčín.
Fu menzionato per la prima volta in un documento storico nel 1424. Il villaggio deriva il suo nome da quello di un'abbazia allo stesso preesistente, e alla quale appartenne come feudo ecclesiastico fino al 1468, quando passò alla Signoria di Skačany.